# Cleo Laine
Cleo Laine, conocida también como Lady Dankworth (Uxbridge, 28 de octubre de 1927 - Milton Keynes, 24 de julio de 2025), fue una actriz y cantante inglesa de jazz y pop. Laine es la única artista femenina que ha recibido nominaciones al Premio Grammy en jazz, música popular y música clásica. Es la viuda del compositor de jazz Sir John Dankworth.
Ha recibido diversos reconocimientos, entre ellos el Premio Grammy a la mejor interpretación vocal jazz femenina por Cleo at Carnegie: The 10th Anniversary Concert en la ceremonia de 1986.

## Biografía

### Primeros años
Laine nació como Clementine Dinah Bullock en Uxbridge, Middlesex. Hija de padres no casados, su padre fue Alexander Sylvan Campbell, un negro jamaicano que trabajaba como obrero de la construcción y que regularmente cantaba en la vía pública por dinero, y su madre fue Minnie Bullock, la hija de un granjero inglés de Swindon, Wiltshire. La familia se mudaba constantemente de un lugar a otro, pero la mayor parte de la infancia de Laine la vivió en Southall. Asistió a la Featherstone Road (conocida posteriormente como Featherstone Primary School) y fue enviada por su madre a tomar lecciones de canto y baile a una edad temprana. Asistió a la Mellow Lane Senior School en Hayes antes de comenzar a trabajar como aprendiz de peluquería, como bibliotecaria y en la tienda de un prestamista.
En 1946, bajo el nombre de Clementina Dinah Campbell, Laine se casó con George Langridge, solador de tejados, con quien tuvo un hijo, Stuart, y del que se divorciaría en 1957 No fue sino hasta 1953, cuando tenía 26 años y tras solicitar un pasaporte para una próxima gira por Alemania, que Laine supo su real nombre de nacimiento, debido a que sus padres no estaban casados en el momento en que su madre la había registrado.

### Inicios de su carrera
Laine no aceptó cantar profesionalmente hasta los veinticinco años. Audicionó con éxito, a la edad de 24 años, para la banda The Johnny Dankworth Seven liderada por el músico John Dankworth (1927-2010), con la que actuó hasta 1958, cuando se casó con Dankworth en secreto en Hampstead. Los únicos testigos fueron los amigos de la pareja, el pianista Ken Moule y su arreglista David Lindup. La pareja tuvo dos hijos, Alec, que vive en Estados Unidos, y Jacqui, un cantante que vive en el Reino Unido y que ha publicado varios álbumes. Ambos se convirtieron en músicos exitosos por su propia cuenta.
Comenzó su carrera como cantante y actriz; interpretó el papel principal en una nueva obra de teatro en el Royal Court Theatre de Londres, sede de la nueva ola de los dramaturgos de la década de 1950 como John Osborne y Harold Pinter. Su actuación le permitió participar en otras producciones, como el musical Valmouth en 1959, la obra de teatro A Time to Laugh (con Robert Morley y Ruth Gordon) en 1962, Boots With Strawberry Jam (con John Neville) en 1968, y, finalmente, en Show Boat producido por Wendy Toye en el Adelphi Theatre de Londres en 1971, y que tuvo 910 puestas en escena.

### 1960-1970

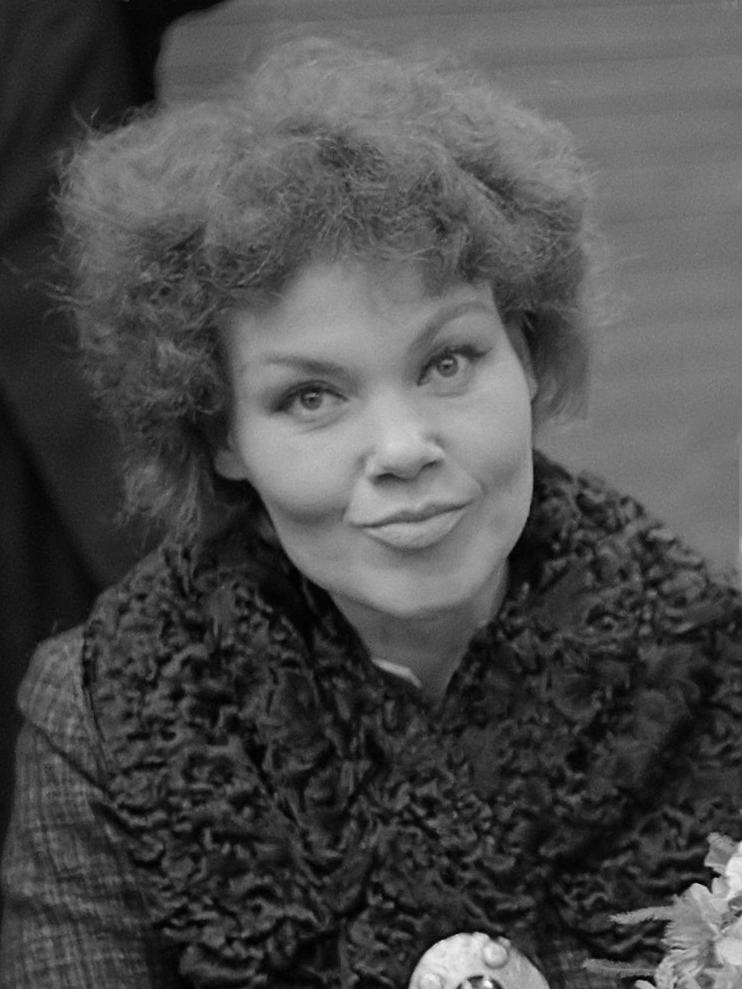
Cleo Laine (1962)

Durante este período, tuvo dos grandes éxitos, por un lado «You'll Answer to Me», que entró dentro de los diez primeros puestos de las listas británicas, y por otro lado, con su papel de la prima donna en la opera/ballet de 1961 producida por Kurt Weill Los siete pecados capitales y que se presentó en el Festival de Edimburgo, dirigida y coreografiada por sir Kenneth MacMillan. En 1964, su álbum Shakespeare and All that Jazz con Dankworth recibió elogios de la crítica.
Sus actividades internacionales comenzaron en 1972, con una exitosa primera gira por Australia. Poco después, inició su carrera en Estados Unidos con un concierto en el Lincoln Center de Nueva York, seguido en 1973 por la primera de muchas apariciones en el Carnegie Hall. Le siguieron giras de costa a costa por Estados Unidos y Canadá, y con ellas una serie de álbumes y apariciones en televisión, incluyendo The Muppet Show en 1977. Tras esto, y después de varias nominaciones, ganó su primer Premio Grammy a la mejor interpretación vocal jazz femenina  por la grabación del concierto de 1983 en Carnegie. Laine ha realizado periódicamente giras musicales, incluyendo Australia en 2005.
Colaboró con varios músicos clásicos bien conocidos, incluyendo a James Galway, Nigel Kennedy, Julian Lloyd Webber y John Williams. Otras grabaciones importantes durante ese tiempo incluyen los dúos con Ray Charles (en el disco Porgy and Bess) y Arnold Schoenberg (en el álbum Pierrot Lunaire), por el que ganó una nominación al Grammy clásico.

### 1980-1990
La relación de Laine con el teatro musical comenzó en Gran Bretaña y continuó en los Estados Unidos, protagonizado roles en A Little Night Music de Sondheim y The Merry Widow en el Michigan Opera. En 1980, actuó en Colette, un nuevo musical de Dankworth. El espectáculo se montó originalmente en The Stables Theatre, Wavendon, en 1979 y luego se trasladó al Comedy Theatre de Londres, en septiembre de 1980. En 1985, asumió el rol de la Princesa Puffer en el musical de Broadway The Mystery of Edwin Drood, por la que recibió una nominación al Premio Tony, y en 1989 recibió la aclamación de la crítica especializada de Los Ángeles por su interpretación de la bruja en Into the Woods de Sondheim.
En 1979, Laine fue nombrada Oficial de la Orden del Imperio Británico (OBE) por sus servicios a la música.
En 1986, Laine ganó el Premio Grammy a la mejor interpretación vocal jazz femenina por Cleo at Carnegie: The 10th Anniversary Concert.
En 1991, recibió un premio a la trayectoria de la industria discográfica de Estados Unidos en Los Ángeles.
En mayo de 1992, Laine actuó junto a Frank Sinatra en una semana de conciertos en el Royal Albert Hall de Londres.
Laine grabó más álbumes, incluyendo Nothing Without You con Mel Tormé, otra leyenda del jazz. En 1991, grabó el CD Jazz con 12 canciones para el sello RCA, que incluyó «Lady Be Good», «St. Louis Blues» y «The Midnight Sun». El álbum también tuvo colaboraciones de Gerry Mulligan, Clark Terry y Toots Thielemans.
A fines de 1990, regresó al Carnegie Hall para conmemorar los 25 años de su disco de éxito Cleo – Live at Carnegie; su actuación fue grabada y lanzada como Cleo Laine – Live in Manhattan.

## Discografía
| - 1950–52 Get Happy Esquire ESQ317 Reissued in 1985–6 (3 pistas) - 1955 Cleo Sings British (10") Esquire - 1957 Meet Cleo Laine - 1957 In Retrospect MGM - 1957 She's the Tops MGM 2354026 - 1959 Valmouth (original cast) Pye - 1961 Jazz Date (with Tubby Hayes) Wing - 1961 Spotlight on Cleo - 1962 All About Me Fontana - 196? Cleo Laine Jazz Master Series DRG Records MRS 502 - 1963 CindyElla (orig cast of 1962 Xmas production) Decca - 1963 Beyond the Blues (American Negro Poetry) Argo - 1964 Shakespeare and All that Jazz Fontana - 1964 This is Cleo Laine Shakespeare and All That Jazz Philips - 1966 Woman Talk Fontana - 1967 Facade (with Annie Ross) British reissue: Philips Fontana - 1968 If We Lived on Top of a Mountain Fontana - 1968 Soliloquy Fontana - 1969 The Idol (Dankworth soundpista w/ 2 Cleo vocals) Fontana - 1969 The Unbelievable Miss Cleo Laine Fontana - 1971 Portrait Philips - 1972 An Evening with Cleo Laine and the John Dankworth Quartet Philips, Sepia - 1972 Feel the Warm Philips - 1972 Showboat (single LP) EMIColumbia - 1972 Showboat (double LP) EMI/Stanyan - 1972 This is Cleo Laine EMI - 1973 I Am A Song RCA - 1973 Day by Day Stanyan - 1974 Live at Carnegie Hall RCA - 1974 CloseUp RCA - 1974 Pierrot Lunaire (Schoenberg) Ives Songs RCA - 1974 A Beautiful Thing (with James Galway) RCA - 1974 Easy Living (anthology of Fontana pistas) RCA - 1974 Spotlight on Cleo Laine (double LP) Philips - 1974 Cleo's Choice Pye - 1975 Cleo's Choice (abridged issue on Quintessence Jazz) Quintessence - 1975 The Unbelievable Miss Cleo Laine Contour 6870675 - 1976 Born on a Friday RCA - 1976 CloseUp (reissue?) Victor - 1976 Live at the Wavendon Festival BBC (Black Lion) | - 1976 Porgy & Bess (with Ray Charles) London - 1976 Return to Carnegie RCA - 1976 Best Friends (with John Williams) RCA - 1976 Leonard Feather's Encyclopedia of Jazz in the '70's RCA - 1977 20 Famous Show Hits Arcade - 1977 The Sly Cormorant (read by Cleo and Brian Patten) Argo (Decca) - 19?? Romantic Cleo RCA 42750 - 1978 Showbiz Personalities of 1977 9279304 - 1978 The Early Years Pye GH653 - 1978 Gonna Get Through RCA - 1978 A Lover & His Lass Esquire Treasure - 1978 Wordsongs (double LP) RCA - 1979 One More Day DRG - 1979 The Cleo Laine Collection (double LP) RCA - 1980 Cleo's Choice (reissue?) Pickwick - 1980 Collette (original cast) Sepia - 1980 Sometimes When We Touch (with James Galway) RCA - 1980 The Incomparable Black Lion BLM51006 - 1981 One More Day Sepia - 1982 Smilin' Through (with Dudley Moore) CBS - 1983 Platinum Collection (double LP) Magenta - 1983 Off the Record WEA Sierra GFE DD1003 - 1984 Let the Music Take You (w/ John Williams) CBS - 1985 Cleo at Carnegie the 10th Anniversary Concert RCA - 1985 That Old Feeling CBS - 1985 Johnny Dankworth and his Orchestra, - 1985 The John Dankworth 7 featuring Cleo Laine EMI - 1986 Wordsongs Westminster - 1986 The Mystery of Edwin Drood Philips - 1986 Unforgettable 16 Golden Classics Castle - 1986 Cleo Laine The Essential Collection Sierra - 1987 Unforgettable PRT - 1987 Classic Gershwin (1 pista on this CD, Embraceable You) CBS - 1988 Cleo Laine Sings Sondheim RCA - 1988 Showboat (reissue of 1972 cast album) EMI/Stanyan - 1988 Cleo Laine & John Dankworth Shakespeare and All That Jazz Affinity | - 1989 Woman to Woman RCA - 1989 Jazz RCA - 1989 Portrait of a Song Stylist Harmony - 1991 Young At Heart Castle ATJCD 5959 - 1991 Spotlight on Cleo Laine Phonogram 848129.2 - 1991 Pachebel's Greatest Hits (1 pista) RCA - 1992 Nothing Without You (con Mel Tormé) Concord - 1993 On the Town (1 pista) - 1994 I Am a Song RCA - 1994 Blue and Sentimental RCA - 1995 Solitude RCA - 1997 The Very Best of Cleo Laine RCA - 1997 Mad About the Boy Abracadabra - 1998 Ridin' High (Early Sessions) Koch - 1998 Trav'lin' Light: The Johnny Mercer Songbook (1 pista) Verve - 1998 Let's Be Frank (1 pista) MCA - 1998 The Collection Spectrum Music - 1999 Sondheim Tonight Live From the Barbican (1 pista) Jay - 1999 The Best of Cleo Laine Redial - 1999 The Silver Anniversary Concert (Carnegie Hall, Limited Edition) Sepia - 1999 Christmas at the Stables - 1999 That Old Feeling Sony - 2001 Quintessential Cleo Gold Label - 2001 Live in Manhattan Gold Label - 2002 Quality Time Universal/Absolute - 2003 Loesser Genius Qnote - 2005 Once Upon A Time Qnote - 2006 London Pride (2 pistas with the National Youth Jazz Orchestra) Castle Pulse - 2010 Jazz Matters Qnote |